# Рагуотис, Антанас Владиславович
Антанас Владиславович Рагуотис (лит. Antanas Raguotis; 14 марта 1914, Кушнерюнaй, Ковенская губерния — 24 апреля 2003, Вильнюс, Литва) — советский хозяйственный, государственный и политический деятель.

## Биография
Родился в 1914 году в селе Кушнериняй. Член ВКП(б) с 1949 года.
С 1933 года — на хозяйственной, общественной и политической работе. В 1933—1974 гг. — фермер, литовский коммунист, арестован литовскими властями, инструктор ЦК КП(б) Литвы, участник Великой Отечественной войны, участник битвы за Москву, командир партизанского отряда «Жемайте», первый секретарь ЦК ЛКСМ Литовской ССР, заместитель министра — начальник Управления милиции МВД Литовской ССР, председатель колхоза в Кельмесском районе, в Совете Министров Литовской ССР.
Избирался депутатом Верховного Совета СССР 3-го созыва.
Умер 24 апреля 2003 года.

## Ордена
- Орден Ленина (28.10.1948)
- 2 ордена Красного Знамени (в т.ч. 02.07.1945)
- Орден Отечественной войны II степени (11.03.1985)
- 2 ордена Красной Звезды (в т.ч. 22.03.1944)[2]